# Nikołaj Graczow
Nikołaj Fiodorowicz Graczow (ros. Николай Фёдорович Грачёв, ur. 1930, zm. 11 lutego 2013) – radziecki generał armii (1991).

## Życiorys
W Armii Radzieckiej od 1950. W 1952 ukończył Riazańską Szkołę Piechoty, w 1963 Wojskową Akademię im. M. Frunzego, w 1972 Wojskową Akademię Sztabu Generalnego.
W latach 1952–1969 był dowódcą plutonu i batalionu strzeleckiego, następnie pułku zmechanizowanego, w latach 1969–1972 szefem sztabu, dowódcą dywizji zmechanizowanej. W 1974 został pierwszym zastępcą dowódcy, w 1976 dowódcą armii, w 1980 szefem sztabu Karpackiego Okręgu Wojskowego. Od 1987 dowodził Uralskim Okręgiem Wojskowym. W 1987 został pierwszym zastępcą szefa Obrony Cywilnej ZSRR. Od 1989 był przedstawicielem Głównodowodzącego Zjednoczonych Sił Zbrojnych Państw-Stron Układu Warszawskiego w Węgierskiej Armii Ludowej. W latach 1990–1992 był głównym specjalistą wojskowym przy Naczelnym Głównodowodzącym Sił Zbrojnych Republiki Afganistanu.
Od 1992 w rezerwie.
Odznaczony Orderami Lenina, Czerwonej Gwiazdy, Za Służbę Ojczyźnie w Siłach Zbrojnych ZSRR II i III klasy, Honoru i Odwagi, medalami i orderami innych państw.